# Miguel Bastón
Miguel González Bastón, conocido como Miguel Bastón o simplemente Bastón (Marín, Pontevedra, España, 29 de junio de 1961), es un exfutbolista español.

## Biografía
Se formó en las categorías inferiores del Atlético de Madrid. En 1985 abandonó el Atlético Madrileño, filial del Atlético debido a la presencia de guardametas como Eduardo Belza, Mejías o Abel Resino, marchándose al Real Burgos. Durante la década de los 80 fue titular indiscutible, siendo uno de los jugadores más reconocidos por la afición. Pieza clave en los ascensos a 2º en 1988 y a 1º en 1990, siendo Bastón el portero menos goleado de la categoría. Sin embargo con el equipo en 1º, Bastón apenas jugó 10 partidos en liga en tres años, debido a la presencia en la portería de Agustín Elduayen, experimentado guardameta de 1ª. Luego fue testigo de la desaparición en 1994 cuando abandonó el club por ese motivo. Miguel es el padre del futbolista Borja González Tomás.